# エウローパ・ポイントFC
エウローパ・ポイント・フットボールクラブ（英語: Europa Point Football Club）は、ジブラルタルのサッカークラブ。

## 歴史
2014年、才能のある若い選手にセカンドチャンスを与えることを目的として創設された。

## タイトル
- ジブラルタル・セカンドディビジョン：1回
  - 2015-16